# デビッド・サンチェス
デビッド・サンチェス・カントゥ（David Sanchez Cantú、1992年2月2日 - 2017年5月19日）は、メキシコの元男性プロボクサー。プエブラ州プエブラ出身。元WBA世界スーパーフライ級暫定王者。

## 来歴
2008年4月25日、ソノラ州エルモシージョのヒムナシオ・ソリダリダードでデビュー戦を行い、2回KO勝ちを収めデビューを白星で飾った。
2009年9月12日、ホセ・ルイス・ロサレスと対戦し、プロ初黒星となる4回判定負けを喫した。
2010年4月24日、ミゲル・タマーヨと対戦し、4回判定で引き分けた。
2010年11月25日、後に亀田興毅に挑戦をするマリオ・マシアスと対戦し、8回1-2(2者が75-77、77-75)の判定負けを喫した。
2011年10月29日、世界挑戦を3度経験しているフランシスコ・ロサスと対戦し、初回の先制ダウンを奪うと4回にはローブローでの減点で差を広げて8回3-0(2者が80-71、79-72)の判定勝ちを収めた。
2012年6月23日、エリエセル・ケサダと対戦し、2回1分27秒TKO勝ちを収めた。
2013年2月23日、マーロン・タパレスとWBC世界スーパーフライ級シルバー王座決定戦を行い、12回2-0(115-113、116-112、114-114)の判定勝ちで王座獲得に成功した。
2013年6月1日、ルイス・カルロス・レオンと対戦し、レオンが3回終了時に棄権した為初防衛に成功した。
2013年11月2日、元WBA世界フライ級暫定王者ジャン・ピエロ・ペレスと対戦し、初回2分52秒KO勝ちを収めサバイバルに成功した。
2014年1月18日、マルコ・デメシージョとWBAインターナショナルスーパーフライ級王座決定戦を行い、4回2分56秒KO勝ちで王座獲得に成功した。
2014年5月24日、バハ・カリフォルニア州ティフアナのアウディトリオ・ミウニシパルでWBA世界スーパーフライ級暫定王座決定戦をWBA11位のブレイロール・テランと行い、3-0の判定勝ちで王座獲得に成功した。
2014年6月6日、WBAはサンチェスを暫定王者としてスーパーフライ級1位にランクインした
。
2014年8月30日、ソノラ州エルモシージョのセントロ・デ・ウソス・ムルティプレスでWBA10位のアヌアー・サラスと初防衛戦を行う予定だったが、WBAが認めずノンタイトル戦に変更して行い、試合は5回2分53秒TKO勝ちを収めた。
2015年2月14日、ソノラ州エルモシージョのパレンケ・デ・ラ・エクスポガンで元IBF世界スーパーフライ級王者でWBA13位のファン・アルベルト・ロサスと対戦し、10回33秒TKO勝ちを収め初防衛に成功した。
2015年9月19日、ソノラ州エルモシージョのセントロ・デ・ウソス・ムルティプレスで元WBA世界フライ級王者でWBA6位のルイス・コンセプシオンと対戦し、初回と10回にダウンを奪われると有効打で負傷した傷が悪化しサンチェスが10回終了時に棄権した為2度目の防衛に失敗、王座から陥落した。
2015年10月8日、WBAはサンチェスをスーパーフライ級7位にランクインした。
2017年5月19日、ソノラ州ミゲル・アレマンにてサンチェスと弟が乗った乗用車がトラクターと衝突し、病院に搬送されたが死亡した。25歳没。

## 獲得タイトル
- WBC世界スーパーフライ級シルバー王座
- WBAインターナショナルスーパーフライ級王座
- WBA世界スーパーフライ級暫定王座（防衛1）